# Río West Road
El río West Road (en inglés: West Road River, lit. 'río de la Carretera al Oeste') o río Blackwater (en inglés: Blackwater River, lit. 'río de Aguas Negras') es un río de la parte occidental de Canadá, un importante afluente del río Fraser. Discurre en dirección generalmente este, desde el lago Tundra en la cordillera Ilgachuz atravesando la meseta Fraser, en los distritos de Chilcotin y Cariboo, en la parte central de la Columbia Británica. Con un único afluente importante, el río Nazko ('río que fluye desde el sur', en lengua de los carrier), su confluencia con el Fraser se encuentra aproximadamente a unos 40 km al noroeste de la pequeña ciudad de Quesnel (9326 hab. en 2006). Forma la división entre la meseta de Chilcotin (S) y la meseta de Nechako (N), que son subdivisiones de la meseta Fraser.
El río tiene  280 km de largo, drenando un área de aproximadamente 12.000 km², y descendiendo unos  900 m antes de unirse con el Fraser.

## Historia
El río tiene una gran importancia histórica tanto para las First Nations como para la historia canadiense. Durante siglos, los pueblos nativos dakelh (carrier) y tsilhqot'in utilizaron un sendero —el llamado «Grease Trail»—- que discurría por la ribera norte del río para comerciar con las comunidades de primeras naciones de la costa. El nombre de «Grease Trail» se refiere a uno de los principales productos que se transportaban por la ruta —grasa de eulachon (Thaleichthys pacificus), un pequeño pez anádromo de las costas del Pacífico que era un alimento básico muy apreciado—, cuyos rastros aún recubren  ciertas partes de la ruta, después de siglos de uso. Este fue el camino que Sir Alexander MacKenzie siguió  en  1793 en su histórico viaje por tierra al oeste hasta llegar al océano Pacífico, atravesando el mismo río a su regreso. 
El río Road West (Blackwater) ha sido designada como patrimonio fluvial integrante del «Canadian Heritage Rivers System»  por el gobierno de la Columbia Británica.